# Johnny Cash and His Woman
Johnny Cash and His Woman es un álbum de los cantantes y esposos Johnny Cash y June Carter Cash lanzado en 1973. Esta colección de duetos hechos por la pareja tiene canciones antiguas tanto como nuevas pese a que al álbum le fue más o menos bien no se pudo decir lo mismo de la canción publicitaria de este Cd llamada "Alleghany" ya que le fue mucho peor.

## Canciones
1. The Color of Love – 2:45
(Billy Edd Wheeler)
2. Saturday Night in Hickman – 2:32
(Cash)
3. Allegheny – 3:31
(Chris Gantry)
4. Life Has Its Little Ups and Downs – 2:36
(Margaret Ann Rich)
5. Matthew 24 (is Knocking at the Door) – 2:42
(Cash)
6. City of New Orleans – 3:41
(Steve Goodman)
7. Tony – 3:28
(D. C. Powers)
8. The Pine Tree – 3:00
(Wheeler)
9. We're for Love – 2:01
(Reba Hancock y M. S. Tubb)
10. Godshine – 2:15
(D. C. Powers)

## Posición en listas
Álbum - Billboard (América del Norte)
| Año  | Tabla           | Posición |
| ---- | --------------- | -------- |
| 1958 | Álbumes Country | 32       |

Canciones - Billboard (América del Norte)
| Año  | Canción     | Tabla             | Posición |
| ---- | ----------- | ----------------- | -------- |
| 1959 | "Alleghany" | Canciones Country | 69       |